# 明托 (北达科他州)
明托（英語：Minto），是美国北达科他州下属的一座城市。根据2010年美国人口普查，该市有人口604人。2011年估计该市有人口599人，相对于2010年，增长率为?0.83%。